# Пејлос Хајтс (Илиноис)
Пејлос Хајтс (енгл. Palos Heights) град је у америчкој савезној држави Илиноис. По попису становништва из 2010. у њему је живело 12.515 становника.

## Демографија
Према попису становништва из 2010. у граду је живело 12.515 становника, што је 1.255 (11,1%) становника више него 2000. године.
| Група             | 2000.          | 2010.          |
| Белци             | 10.727 (95,3%) | 11.456 (91,5%) |
| Афроамериканци    | 49 (0,4%)      | 210 (1,7%)     |
| Азијати           | 232 (2,1%)     | 254 (2,0%)     |
| Хиспаноамериканци | 161 (1,4%)     | 474 (3,8%)     |
| Укупно            | 11.260         | 12.515         |